# دانفيل (كيبك)
دانفيل (بالإنجليزية: Danville, Quebec)‏ هي بلدية محلية في كيبيك تقع في كندا في Les Sources Regional County Municipality.  يقدر عدد سكانها بـ 4,070 نسمة ومساحتها 153.60 كم2 .

## أعلام
- غالين كلارك
- ماك سينيت
- جورج ويليام هيل